# Гідролінія

Умовне позначення напірних, засмоктувальних і зливних ліній

Умовне позначення гідроліній керування та дренажу

Умовне позначення сполучення гідроліній

Трубопровід гнучкий

Умовне позначення перетину гідроліній без сполучення

Умовне позначення підключення гідроліній

Умовне позначення місця підключення не сполученого

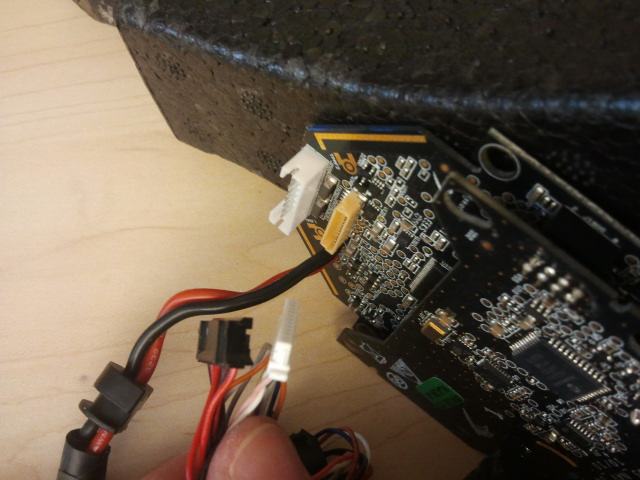
Умовне позначення сполучення гідроліній: а)загальне; б)фланцеве; в)штуцерне; г)муфтове різьбове; д)муфтове еластичне

Гідролі́нія (гідрокомуніка́ція) — це вид гідроустаткування, котре призначене для забезпечення руху робочої рідини у гідроприводах або передавання її енергії від одного гідравлічного пристрою до іншого. Конструктивно гідролінії являють собою трубопроводи, гнучкі рукави, канали і сполучення. Умовні графічні позначення гідроліній і сполучень на принципових гідравлічних схемах визначає ГОСТ 2.784-96.

## Класифікація
Відповідно до виконуваних функцій гідролінії поділяють на:
- усмоктувальні, по яких робоча рідина рухається від гідробака до насоса;
- напірні, по яких робоча рідина під тиском рухається від насоса до гідророзподільника, гідродвигуна чи гідроакумулятора;
- зливні, по яких робоча рідина рухається від гідродвигуна чи регулювального апарату у гідробак;
- гідролінії керування, по котрих робоча рідина до гідроапаратури для керування нею;
- дренажні лінії, по яких відводяться втрати робочої рідини.

## Вимоги до гідроліній
Основна вимога до гідроліній — це забезпечення мінімального гідравлічного опору та забезпечення міцності конструкції. Для забезпечення мінімального гідравлічного опору гідролінії та канали слід виконувати по можливості максимального перерізу з мінімальним числом місцевих гідравлічних опорів.
При проектному розрахунку діаметри гідроліній обирають виходячи з номінальної витрати робочої рідини через гідролінію та рекомендованих швидкостей руху рідини в гідролініях.
Розрахунковий діаметр умовного проходу можна знайти за формулою:
{\displaystyle D_{p}=1,13{\sqrt {\frac {Q_{H}}{V}}},}
де {\displaystyle V} — рекомендована середня швидкість робочої рідини, яку для усмоктувальних гідроліній можна обирати в інтервалі 0,8…1,0 м/с, для зливних гідроліній — в інтервалі 1,8…2,0 м/с, а для напірних гідроліній — 3,6…4,0 м/с;
{\displaystyle Q_{H}} — номінальна витрата робочої рідини через гідролінію, м³/с.
Отримане розрахункове значення закругляють до найближчого із стандартного ряду величин умовного проходу DN: 3, 4, 5, 6, 8, 10, 12, 15, 16, 20, 25, 32, 40, 50, 63, 65, 80, 100, 125 і до 4000.

## Виконання гідроліній

### Трубопроводи та їх сполучення
Під трубопроводом мається на увазі складальна одиниця, що включає металеву (металопластикову) трубу і сполучення, наприклад, труба з розвальцьованими кінцями і накидними гайками, труба з впаяними ніпелями і накидними гайками; труба з фланцями, привареними до її кінців тощо.
В гідроприводах застосовують сталеві безшовні холоднодеформовані труби, холодно- і теплодеформовані з корозійно-стійкої сталі при тисках до 32 МПа, а також мідні при тисках до 10 МПа. Труби із сплавів алюмінію застосовують при тисках до 15 МПа і головним чином у гідросистемах машин з обмеженням маси (авіація).

### Гнучкі гідролінії
Гнучкі гідролінії (рукави) поділяються на наступні типи:
- армовані металом рукави високого тиску (з металевим обплетенням, з металевим навиттям та ін.);
- шланги — гумові чи пластикові рукави без армування металом.

Металеві рукави мають гофровану внутрішню трубу, виконану з бронзової або сталевої стрічки, і зовнішнє дротяне обплетення. Між витками стрічки знаходиться ущільнювач. Рукави з бавовняним ущільненням призначені для роботи при температурі робочої рідини до 110°С, а з азбестовим ущільненням — до 300°С. Металеві рукави застосовують у специфічних умовах експлуатації гідросистем, в контакті з агресивними робочими рідинами.
Для виготовлення гумових рукавів застосовують натуральну і синтетичну гуму. Рукав складається з еластичної внутрішньої гумової трубки, зміцненої зовнішнім обплетенням або внутрішнім текстильним каркасом. Їх застосовують тоді, коли гідроагрегати, що сполучаються трубопроводом повинні переміщатися один відносно одного. При цьому завдяки своїй пружності шланги зменшують пульсацію тиску в гідросистемі. Для них характерні наступні недоліки: рухливість при зміні тиску; зниження загальної жорсткості гідросистеми; мала довговічність (1,5…3 роки). Тому при проектуванні гідросистем слід по можливості уникати використання шлангів.